# Des Arc (Misuri)
Des Arc es una villa ubicada en el condado de Iron en el estado estadounidense de Misuri. En el Censo de 2010 tenía una población de 177 habitantes y una densidad poblacional de 320,85 personas por km².

## Geografía
Des Arc se encuentra ubicada en las coordenadas 37°17′00″N 90°38′10″O / 37.28333, -90.63611. Según la Oficina del Censo de los Estados Unidos, Des Arc tiene una superficie total de 0.55 km², de la cual 0.55 km² corresponden a tierra firme y (0.47%) 0 km² es agua.

## Demografía
Según el censo de 2010, había 177 personas residiendo en Des Arc. La densidad de población era de 320,85 hab./km². De los 177 habitantes, Des Arc estaba compuesto por el 94.92% blancos, el 1.69% eran afroamericanos, el 0.56% eran amerindios, el 0% eran asiáticos, el 0% eran isleños del Pacífico, el 0% eran de otras razas y el 2.82% pertenecían a dos o más razas. Del total de la población el 0% eran hispanos o latinos de cualquier raza.